# Канут (Оклахома)
Канут (енгл. Canute) град је у америчкој савезној држави Оклахома.

## Демографија
По попису из 2010. године број становника је 541, што је 17 (3,2%) становника више него 2000. године.
| Група             | 2000.       | 2010.       |
| Белци             | 461 (88,0%) | 475 (87,8%) |
| Афроамериканци    | 3 (0,6%)    | 1 (0,2%)    |
| Азијати           | 1 (0,2%)    | 0 (0,0%)    |
| Хиспаноамериканци | 40 (7,6%)   | 49 (9,1%)   |
| Укупно            | 524         | 541         |